# Hiiumaa
Hiiumaa (deutsch und schwedisch Dagö, „Taginsel“) ist eine Insel in der nördlichen Ostsee, westlich von Tallinn. Sie gehört zu den Moonsund-Inseln und ist mit rund 965 km² die zweitgrößte Insel Estlands.
Hiiumaa ist die Hauptinsel des Kreises Hiiu (estnisch ebenfalls Hiiumaa oder Hiiu maakond), zu dem ferner die südlich vorgelagerte Insel Kassari (19 km²) und zahlreiche kleinere Inseln und Schären gehören.

## Geografie
Hiiumaa ist die waldreichste Region Estlands. Rund 60 % der Insel sind bewaldet. Neben Kiefern- und Fichtenwäldern finden sich auch einige Wacholderhaine. Im Inselinnern gibt es Sümpfe (7 %).
Die Topographie der Insel ist recht flach, die höchste Erhebung ist mit 68 Meter der Tornimägi auf der westlichen Halbinsel Kõpu. Ebenfalls im Westen finden sich einige Seen, von denen der Tihu Suurjärv mit rund 85 Hektar der größte ist.

## Geschichte
In der Gotensaga berichtet der Historiker Jordanes, einen Bericht Cassiodors (um 485–580) aufgreifend, dass in einer Notperiode jeder dritte Gotländer gezwungen wurde, die Insel zu verlassen. Die weigerten sich, wurden jedoch vertrieben, zunächst nach Östergarnsholm und danach auf die Insel Hiiumaa.
Archäologische Funde deuten auf eine Besiedlung der Insel im 4. vorchristlichen Jahrhundert hin.
Erstmals urkundlich erwähnt wurde sie 1228 als Dageida. 1254 wurde sie zwischen dem Schwertbrüder-Orden und dem Bistum Ösel-Wiek geteilt. Von 1563 bis 1710 stand die Insel unter schwedischer Herrschaft. 1710 wurde sie im Großen Nordischen Krieg von Russland erobert. Gemäß den Bestimmungen des Friedens von Nystad musste Schweden die Insel 1721 an das Russische Kaiserreich abtreten. Fortan gehörte Hiiumaa zum Gouvernement Estland, einem der drei Ostseegouvernements. Viele der ansässigen Estlandschweden emigrierten oder nahmen unter der Zarenherrschaft die estnische Sprache an.
Die Insel wurde sowohl während des Ersten (Operation Albion) als auch während des Zweiten Weltkrieges (Unternehmen Siegfried) von deutschen Streitkräften besetzt.

## Verkehr
Der öffentliche Verkehr auf der Insel wird ausschließlich mit Bussen abgewickelt. Es bestehen auch Busverbindungen nach Tallinn.
Mit dem estnischen Festland ist die Insel über eine Fährverbindung vom Anleger Heltermaa verbunden. Die Überfahrt dauert ungefähr 90 Minuten. Im Süden besteht eine Fährverbindung zur größten estnischen Insel Saaremaa.
Vom Flughafen Kärdla bestehen Flugverbindungen nach Tallinn.
In langen Frostperioden besteht auch die Möglichkeit, die Insel auf einer Fahrbahn über die zugefrorene Ostsee mit dem PKW zu erreichen.

## Verwaltungsgliederung
Ganz Hiiumaa gehört seit 2017 zur gleichnamigen Landgemeinde, die auch deckungsgleich mit dem Kreis Hiiu ist. Davor gab es zuletzt vier Landgemeinden: Emmaste, Hiiu, Käina und Pühalepa.

## Galerie

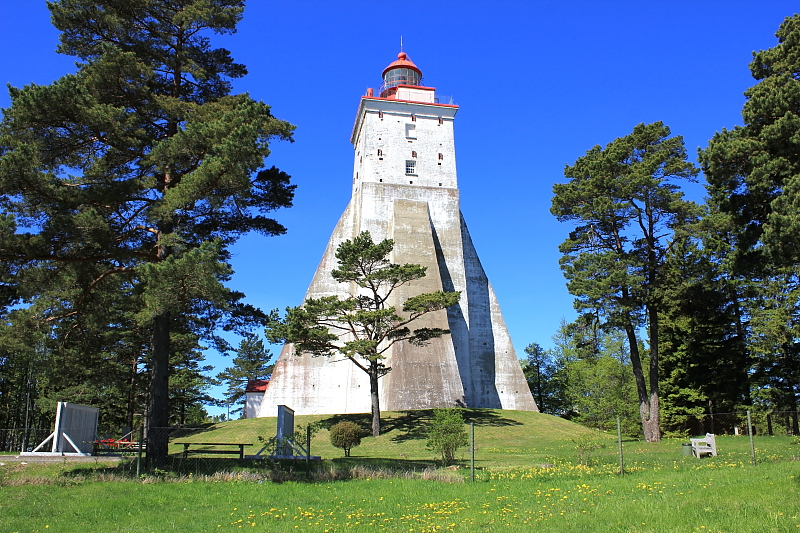
Leuchtturm Kõpu
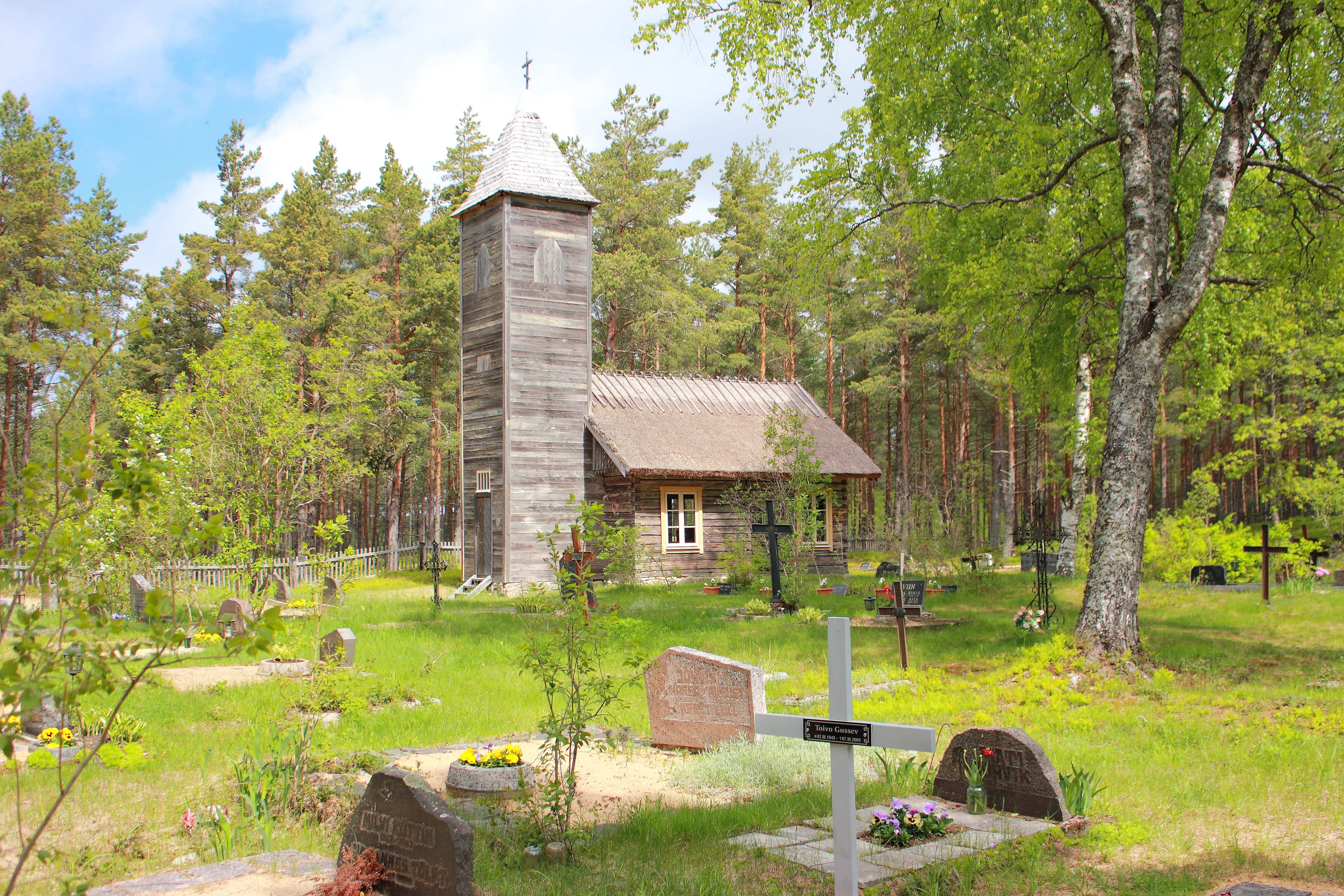
Kapelle von Malvaste
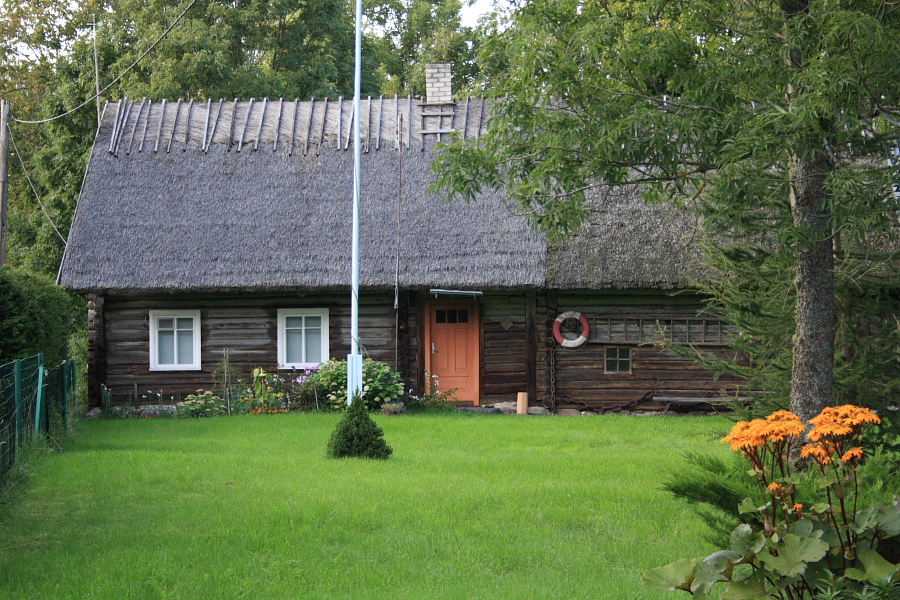
Altes Bauernhaus in Tammela
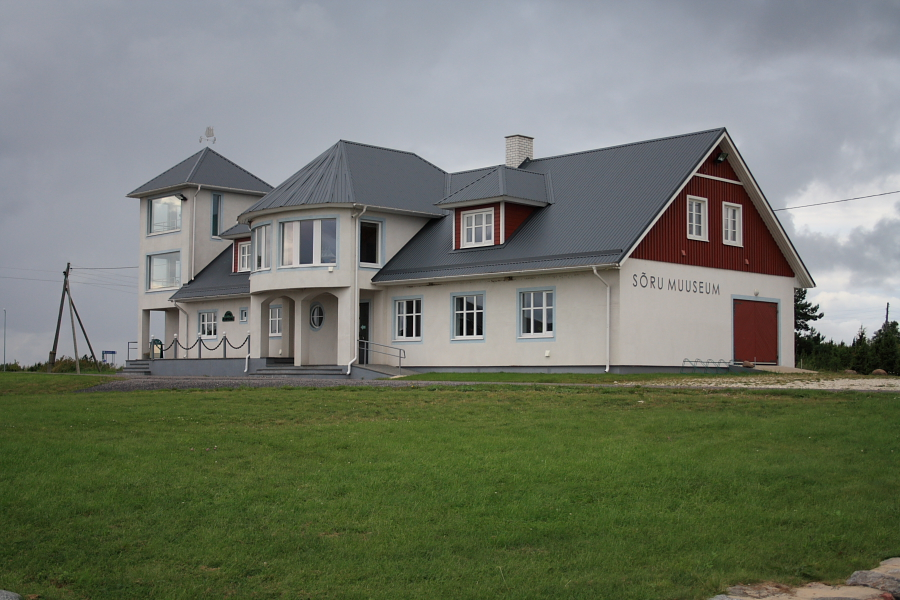
Museum von Sõru
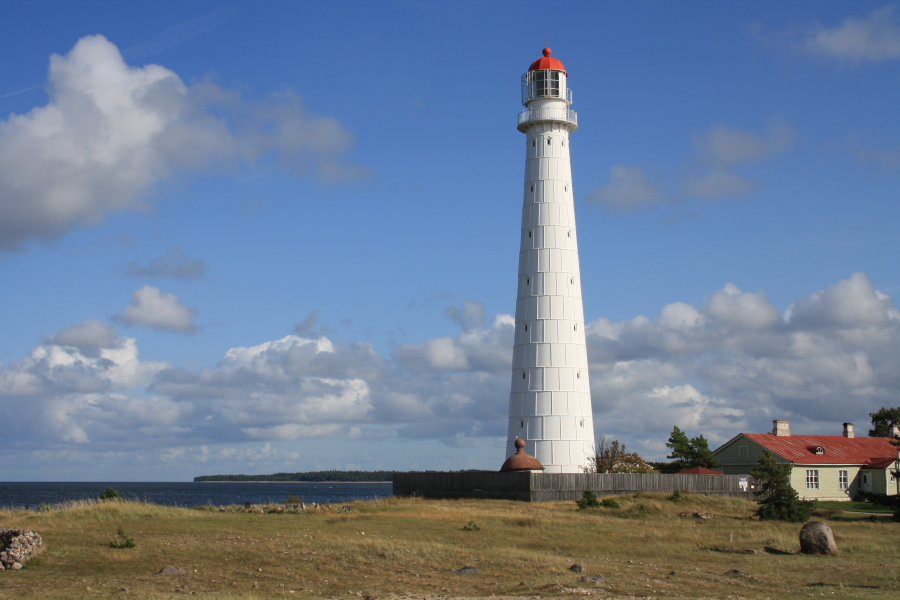
Leuchtturm Tahkuna